# Google Play
Google Play – tidligere Android Market – er en applikation, der er udviklet af Google til systemet Android. Det giver brugeren mulighed for at finde og downloade applikationer fra tredjepartsudviklere.

## Historie
Google Play blev annonceret den 28. august 2008 og blev tilgængelig for brugere den 22. oktober 2008. Mulighed for køb af applikationer blev muligt for brugere i USA og udviklere i USA og Storbritannien i februar 2009. Den 13. marts 2009 blev betalingsapplikationer tilgængelig for brugere i Storbritannien.
- 17. marts 2009 var der ca. 2.300 applikationer tilgængelig i Google Play.[1]
- 9. september 2009 var der ca. 10.200 applikationer tilgængelige gennem Google Play. [2]
- 30. december 2009 var der ca. 21.000 applikationer tilgængelig gennem Google Play. [3]
- 13. marts 2010 var der ca. 34.000 applikationer tilgængelig gennem Google Play. [4]

## Betalingsapplikationer
Udviklere af betalingsapplikationer modtager 70% af salgsprisen. Indtægterne fra Google Play bliver betalt til udviklerne igennem Google Checkout.